# 真実の行方 (映画)
『真実の行方』（しんじつのゆくえ、原題：Primal Fear）は、ウィリアム・ディールが1993年に発表した同名小説を基に、グレゴリー・ホブリットが監督した1996年公開のアメリカの法廷スリラー映画。主演のリチャード・ギアは、依頼人（本作が映画デビューとなるエドワード・ノートン演じる教会で手伝いをする青年。カトリックの大司教殺害の罪に問われている）の無罪を信じるシカゴの弁護人を演じている。
本作は、賛否両論あるものの、興行的には成功を収め、ノートンの演技は世界中で高く評価された。ノートンは、アカデミー助演男優賞にノミネートされ、ゴールデングローブ賞 映画部門 助演男優賞を受賞した。

## あらすじ
シカゴの弁護士マーティン・ベイル（リチャード・ギア）は、目立ちたがりで、世間の注目を集めるクライアントを無罪にするためには法律上許される範囲ギリギリの詭弁を駆使して何でもする。ある日、彼はケンタッキー州出身の19歳の青年アーロン・スタンプラー（エドワード・ノートン）が逮捕されたというニュースを目にする。教会のミサの介添え役を行い聖歌隊にも所属する彼は、敬愛するラシュマン大司教を惨殺した罪で起訴されていた。ベイルは、この事件を無償活動のチャンスだと考え、すぐさまアーロンに自分に弁護を依頼するように持ちかける。郡立拘置所でアーロンと面会するうちに、ベイルは依頼人の無実を確信するようになり、ベイルのかつての恋人でもあるジャネット・ヴェナブル検事（ローラ・リニー）を悩ませることになる。
裁判が始まると、ベイルは、腐敗した州検事のジョン・ショーネシーをはじめとする街の有力者たちが、教会所有の土地での開発を行わないというラシュマン大司教の決定により、最近、不動産投資で数百万ドルを失ったことを知る。さらに、その結果からか、ラシュマン大司教は密かに多数の殺害予告を受けていたのだった。元介添え役の少年から、アーロンも関与するビデオテープについての情報を得たベイルは、大司教のアパートを捜索し、アーロンが他の10代の少年やリンダ・フォーブスという10代の少女と一緒に性行為を行っている様子を撮影した、ラッシュマン大司教のVHSテープを発見する。しかし、この証拠を提出すれば、アーロンは陪審員の同情を得られるが、ジャネット検事が立証できなかった殺人の動機も与えてしまうというジレンマに陥ってしまう。
ベイルがアーロンに嘘をついたことを非難すると、アーロンは泣き崩れ、突然、"ロイ"と名乗る暴力的な人格へと入れ替わる。"ロイ"は大司教殺害を自白し、ベイルを脅すが、すぐに消極的で内気な性格の"アーロン"へと再び戻り、人格が変わったことを覚えていないようだった。まさに彼がベイルに伝えていた「時が消えた」の正体がそこにあった。彼の記憶喪失を調べていた神経心理学者のモリー・アリントンは、アーロンが典型的な多重人格であり、父親とラシュマン大司教による長年の肉体的虐待や性的虐待が原因だと確信し、ベイルに伝えた。しかし、ベイルは、裁判中に答弁の変更や心神喪失による責任能力の有無を訴えること、その証明も含めて認められないことを知っているので、この話を聞きたくなかった。
ベイルは、ラシュマン大司教の小児性愛やアーロンの多重人格について、答弁を変更せずに証明しようと躍起になる。また、一計を案じセックステープをジャネット検事に届けさせる。それは、彼女がショーネシーと上司のバド・ヤンシーから何としても有罪判決を引き出すように強い圧力を受けているため、テープの送り主が誰であるかを悟り、動機の証拠として利用することを確信していたからだった。
次の公判で、ベイルはショーネシー州検事とヤンシーが、別の青年から提出されたラシュマン大司教に対する性的虐待の告発を握り潰したという証拠を提示した。また、アーリントン博士の証言を通じ、アーロンの多重人格を陪審員に伝えようとする。さらに、ベイルはアーロンを証言台に立たせ、ラシュマン大司教から受けた性的虐待について丁寧に問いかける。反対尋問でジャネット検事から厳しく問い詰められたアーロンは法廷の場で"ロイ"へと入れ替わり、彼女に襲いかかった。「誰か近づいてきたら首をへし折るぞ」と脅すも、裁判所の執行官に取り押さえられ、拘置所に戻されることとなった。ショート判事は陪審員を解任して非陪審審理へと変更し、被告人を心神喪失を根拠に無罪、身柄を精神病院に委ねることとした。審理無効となり敗訴したことと、ラシュマン大司教の犯罪を公にしてしまったことで、ジャネットは職を失ってしまう。
ベイルは独房にいるアーロンを訪ね、裁判の中止を伝え、精神病院に収容されるがすぐに出てこられるだろうと裁判の勝利を二人で喜ぶ。アーロンは法廷での出来事を全く覚えていないと言い、またしても「時が消えた」と言う。ベイルが帰ろうとしたとき、彼はベイルに「彼女の首が無事であることを祈っていると伝えてくれ」とヴェナブル検事に詫びるように頼む。しかし、「時が消えた」のであれば覚えていないはずだとベイルは気付く。再度ベイルと対峙したアーロンは、多重人格を偽っていたことを明かす。吃音がなくなった彼は、ラシュマン大司教や恋人のリンダを殺したことを自慢する。ベイルが"ロイ"はいなかったのかと尋ねると、ロイは「"アーロン"がいなかった」と答える。茫然自失となったベイルは、独房からロイに嘲笑されながら、裁判所を後にする。

## キャスト
※括弧内は日本語吹替
- マーティン・ベイル - リチャード・ギア（安原義人）

刑事弁護士。
- アーロン・ルーク・スタンプラー / ロイ - エドワード・ノートン（遊佐浩二）

大司教殺人事件の被疑者となった青年。極度の吃音持ち。
- ジャネット・ヴェナブル - ローラ・リニー（田中敦子）

事件を担当する検事。
- ジョン・ショーネシー - ジョン・マホーニー（藤本譲）

州検事。ラシュマン基金の理事を務めている。
- ミリアム・ショート判事 - アルフレ・ウッダード（野沢由香里）
- モリー・アーリントン博士 - フランシス・マクドーマンド（塩田朋子）
- ジャック・コネルマン - レッグ・ロジャース
- バド・ヤンシー - テリー・オクィン（稲葉実）
- トミー・グッドマン - アンドレ・ブラウアー（星野充昭）

元刑事の調査員。
- ジョーイ・ピネロ - スティーヴン・バウアー（田中正彦）
- アデル・スティンナー警部 - ジョー・スパーノ
- マルティネス - トニー・プラナ（神谷和夫）
- ラシュマン大司教 - スタンリー・アンダーソン（石波義人）
- ナオミ・チャンス - モーラ・ティアニー（佐藤しのぶ）
- アレックス - ジョン・セダ
- ワイル - Kenneth Tigar（宝亀克寿）
- レスター・ホルト（本人役）

## サウンドトラック
サウンドトラックには、ドゥルス・ポンテスが歌うポルトガルのファド曲「Canção do Mar」が収録されている。

## 評価
レビュー集計サイト「Rotten Tomatoes」では、46件のレビューから76％の支持率を得ており、平均評価は6.7/10となっている。同サイトの批評家のコンセンサスでは、「『真実の行方』は、エドワード・ノートンの見事な演技によって昇華され、ストレートな内容でありながら面白いスリラーである」と書かれている。加重平均を採用しているMetacriticでは、18人の批評家の評価をもとに、100点満点中46点をつけ、「賛否両論、または平均的」と評価している。また、CinemaScoreが調査した観客の評価では、A+からFまで評価で平均「B+」となっている。
ニューヨーク・タイムズ紙のジャネット・マスリンは、この映画は「表面上の魅力は十分にある」が、「ストーリー自体は盛り上がりを見せるために余計な小ネタを過剰に盛り込むことに頼っている」と述べている。シカゴ・サンタイムズ紙のロジャー・イーバートは、「筋書きは犯罪捜査ものとしては最高だが、この映画は筋書きよりも3次元的なキャラクターの方が優れている」と書いている。また、彼は、『真実の行方』に4つ星のうち3つ半を与え、リチャード・ギアの演技を彼のキャリアの中で最高のものの1つと評し、リニーについては、ありきたりなキャラクターを超えた演技をしたと称賛し、ノートンについても、「完全に説得力のある」演技をしたと称賛している。
本作は、3週連続で全米興行成績のトップに立った。 

### 称賛
エドワード・ノートンは、アーロン・スタンプラーを演じたことで、複数の賞やノミネートを獲得した。
| 賞                                           | 部門                                   | ノミネート                                                                              | 結果       | Ref.   |
| -------------------------------------------- | -------------------------------------- | --------------------------------------------------------------------------------------- | ---------- | ------ |
| 20/20 Awards                                 | Best Supporting Actor                  | エドワード・ノートン                                                                    | ノミネート | [ 8 ]  |
| 第69回アカデミー賞                           | 助演男優賞                             | エドワード・ノートン                                                                    | ノミネート | [ 9 ]  |
| ASCAP Film and Television Music Awards       | Top Box Office Films                   | ジェームズ・ニュートン・ハワード                                                        | 受賞       | [ 10 ] |
| Awards Circuit Community Awards              | Best Actor in a Supporting Role        | エドワード・ノートン                                                                    | 次点       | [ 11 ] |
| Awards Circuit Community Awards              | Honorable Mentions                     | グレゴリー・ホブリット                                                                  | ノミネート | [ 11 ] |
| Boston Society of Film Critics Awards        | Best Supporting Actor                  | エドワード・ノートン (also for The People vs. Larry Flynt and Everyone Says I Love You) | 受賞       | [ 12 ] |
| British Academy Film Awards                  | Best Actor in a Supporting Role        | エドワード・ノートン                                                                    | ノミネート | [ 13 ] |
| Casting Society of America                   | Best Casting for Feature Film, Drama   | Deborah Aquila and Jane Shannon-Smith                                                   | ノミネート | [ 14 ] |
| Chicago Film Critics Association Awards      | Best Supporting Actor                  | エドワード・ノートン                                                                    | ノミネート | [ 15 ] |
| Chicago Film Critics Association Awards      | Most Promising Actor                   | エドワード・ノートン (also for The People vs. Larry Flynt and Everyone Says I Love You) | 受賞       | [ 15 ] |
| Critics Choice Awards                        | Best Supporting Actor                  | エドワード・ノートン (also for The People vs. Larry Flynt and Everyone Says I Love You) | ノミネート | [ 16 ] |
| Florida Film Critics Circle Awards           | Best Supporting Actor                  | エドワード・ノートン (also for The People vs. Larry Flynt and Everyone Says I Love You) | 受賞       | [ 17 ] |
| 第54回ゴールデングローブ賞                   | Best Supporting Actor – Motion Picture | エドワード・ノートン                                                                    | 受賞       | [ 18 ] |
| Kansas City Film Critics Circle Awards       | Best Supporting Actor                  | エドワード・ノートン                                                                    | 受賞       | [ 19 ] |
| 第22回ロサンゼルス映画批評家協会賞           | Best Supporting Actor                  | エドワード・ノートン (also for The People vs. Larry Flynt and Everyone Says I Love You) | 受賞       | [ 20 ] |
| MTV Movie Awards                             | Best Villain                           | エドワード・ノートン                                                                    | ノミネート | [ 21 ] |
| National Society of Film Critics Awards      | Best Supporting Actor                  | エドワード・ノートン (also for The People vs. Larry Flynt and Everyone Says I Love You) | 3rd Place  | [ 22 ] |
| Online Film & Television Association Awards  | Best Supporting Actor                  | エドワード・ノートン                                                                    | 受賞       | [ 23 ] |
| 第14回サテライト賞                           | Best DVD Extras                        | Primal Fear – Hard Evidence Edition                                                     | ノミネート | [ 24 ] |
| Saturn Awards                                | Best Supporting Actor                  | エドワード・ノートン                                                                    | ノミネート |        |
| Society of Texas Film Critics Awards         | Best Supporting Actor                  | エドワード・ノートン (also for The People vs. Larry Flynt)                              | 受賞       | [ 25 ] |
| Southeastern Film Critics Association Awards | Best Supporting Actor                  | エドワード・ノートン (also for The People vs. Larry Flynt and Everyone Says I Love You) | 受賞       | [ 26 ] |

本作は、アメリカン・フィルム・インスティテュートによって以下のリスト作成時に名前が挙がることによって評価されている：
- 2003年： AFIの100年... 100人の英雄と悪役：
  - アーロン・スタンプラー – 悪役部門にノミネートされた[27]。
- 2008年： AFIのトップ10トップ10 ：
  - 法廷ドラマ映画部門にノミネートされた[28]。